# 海雀稗
海雀稗（学名：Paspalum vaginatum）为禾本科雀稗属下的一个种。

## 扩展阅读
- 維基物種上的相關：海雀稗